# Dendrobium whistleri
Dendrobium whistleri är en orkidéart som beskrevs av Phillip James Cribb. Dendrobium whistleri ingår i släktet Dendrobium, och familjen orkidéer. Inga underarter finns listade i Catalogue of Life.